# Milovice
Milovice (pronunție în cehă [ˈmɪlovɪtsɛ], în germană Milowitz) este un oraș și o comună în districtul Nymburk din regiunea Boemia Centrală din Cehia. Are o populație de aproximativ 14.000 de locuitori.
În secolul al XX-lea, istoria orașului a fost influențată de prezența unei baze militare. În secolul al XXI-lea, Milovice este unul dintre orașele cu cea mai rapidă creștere din Cehia, cu una dintre cele mai tinere populații.

## Diviziuni administrative
Milovice este alcătuit din patru diviziuni administrative (populația este între paranteze conform recensământului din 2021):
- Milovice (3.004)
- Benátecká Vrutice (335)
- Boží Dar (292)
- Mladá (9.082)

## Geografie
Milovice se află la aproximativ 11 kilometri (7 mi) nord-vest de Nymburk și la 28 kilometri (17 mi) nord-est de capitala Praga. Partea de vest a teritoriului comunei se află în Podișul Jizera, iar partea de est în Podișul Elbei Centrale. Pârâul Mlynařice, afluent al răului Elba, străbate teritoriul comunei.
Milovice este cunoscut pentru Rezervația Naturală Milovice. În ianuarie 2015, un grup de 14 ponei Exmoor a fost mutat din Parcul Național Exmoor în Rezervația Naturală Milovice, în efortul de a salva biodiversitatea zonei prin pășunat conservativ. Alte animale din rezervație includ zimbrii și bizonii europeni.

## Istorie
Prima mențiune scrisă a lui Milovice datează din anul 1396.
Încă din anii 1990, orașul Milovice se numără printre zonele metropolitane cu cea mai rapidă creștere din Cehia, în principal datorită locuințelor ieftine lăsate în urmă de Armata Sovietică.

### Bază militară

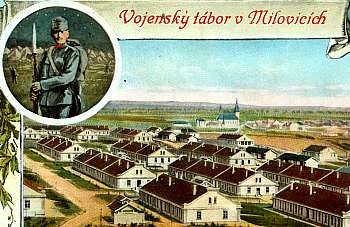
Tabără militară în 1908

Prima bază militară a fost fondată la Mladá de către Armata Austro-Ungară în 1904.  În timpul Primului Război Mondial, în oraș a funcționat un lagăr de prizonieri pentru soldați ruși și italieni, care are și un cimitir militar. După război, nou înființata Armată Cehoslovacă a început să folosească tabăra ca bază militară principală în Boemia. În timpul ocupației germane a Cehoslovaciei, baza a servit ca un centru pentru propaganda cinematografică germană, unde au fost filmate imagini false de pe Frontul de Răsărit.
În 1968, baza a ajuns sub control sovietic, a jucat un rol important în timpul invaziei Cehoslovaciei de către țările Pactului de la Varșovia (fără România) și a devenit ulterior sediul Grupului Central de Forțe (în rusă: Центральная группа войск). Au construit un aeroport imens și spații de cazare pentru aproximativ 100.000 de soldați sovietici și rudele acestora. Ultimele trupe au plecat în 1991, iar baza a fost abandonată în 1995. În august 1996, a început revitalizarea fostei zone de antrenament militar.

## Demografie
În anul 2025, cu o vârstă medie de 35,6 ani, orașul are una dintre cele mai tinere populații din Cehia și cea mai tânără populație din categoria orașelor și comunelor cu peste 10.000 de locuitori. 

## Transporturi

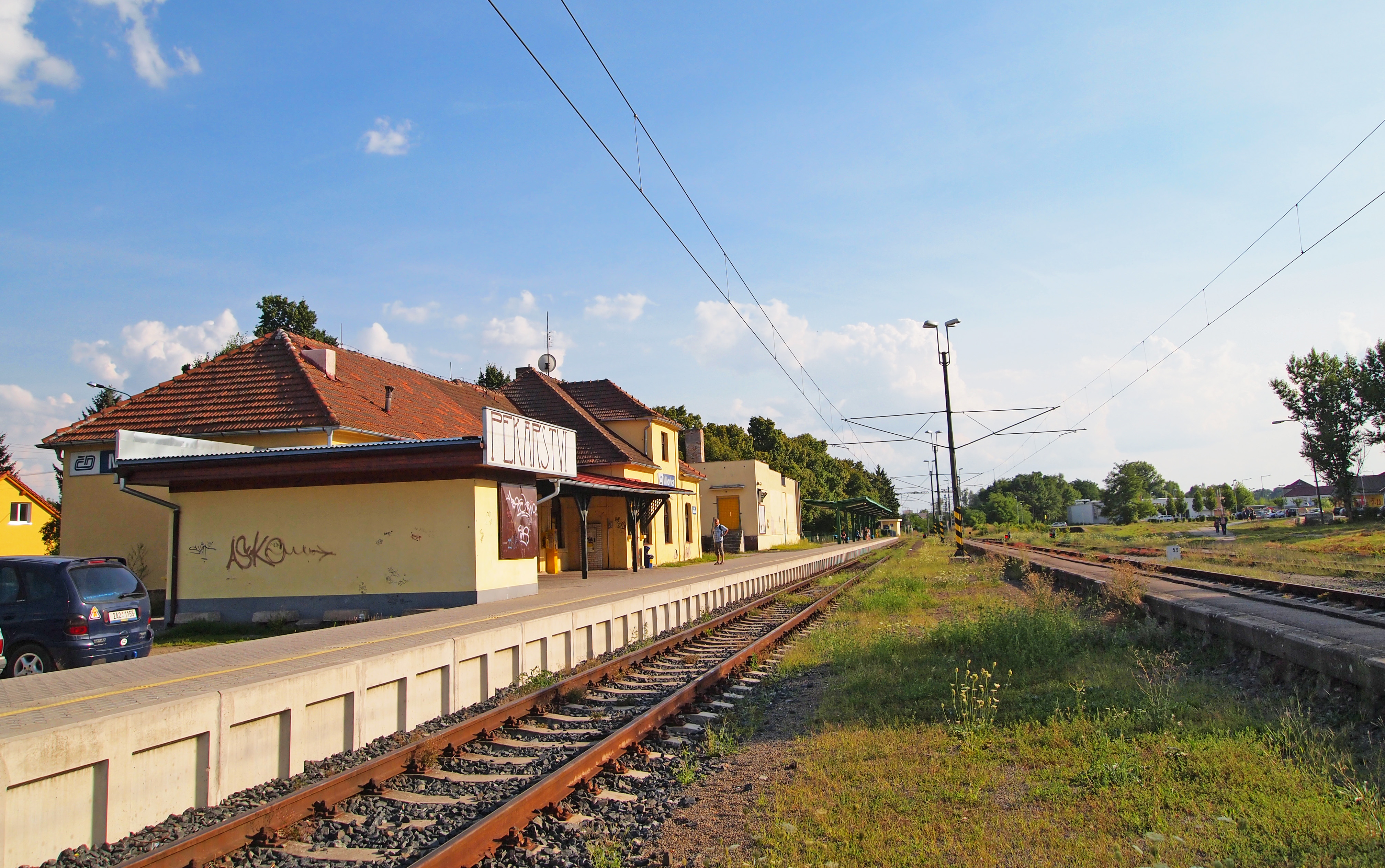
Gară

Milovice este capătul de linie al unei linii de cale ferată care pleacă din Praga via Lysá nad Labem.

## Cultură
Din 2015, festivalul Let It Roll are loc pe fostul aerodrom timp de trei zile în luna august, cu aproximativ 25.000 de participanți. Festivalul se axează pe muzica electronică, în special pe genurile drum and bass și dubstep.

## Obiective turistice

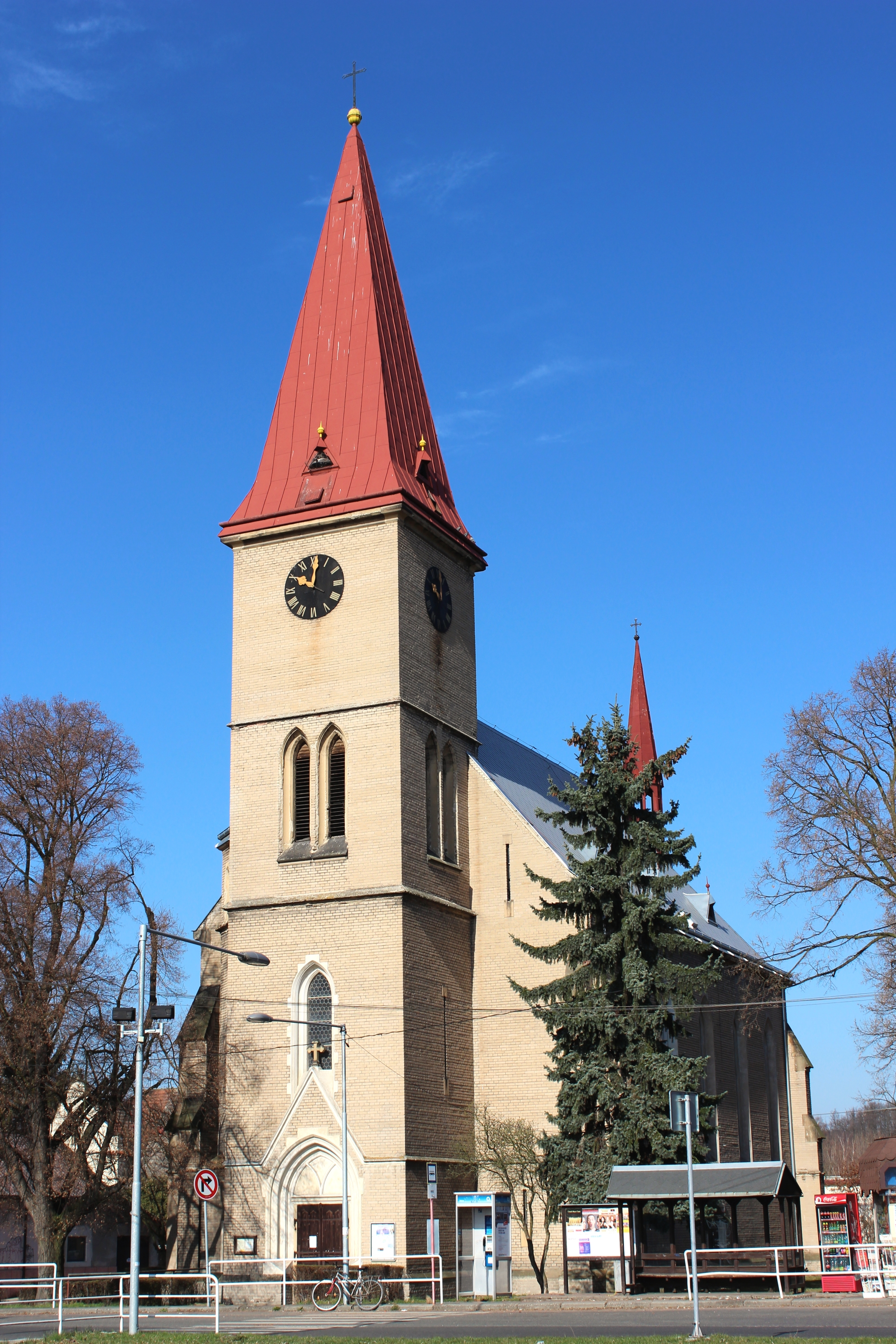
Biserica „Sfânta Ecaterina din Alexandria”

Biserica neogotică „Sfânta Ecaterina din Alexandria” a fost sfințită în 1907. A fost construită pentru a înlocui un complex parohial distrus din satul Mladá, care a fost distrus din temelii din cauza înființării bazei militare. Decorațiunea murală datează din 1915 și 1916 și a fost creată de prizonierii de război din lagăr.
Cimitirul militar internațional a fost fondat în 1915 pentru victimele Primului Război Mondial. Peste 6.000 de persoane de cel puțin 10 naționalități sunt înmormântate aici, dintre acestea 5.276 sunt italieni, de aceea cimitirul se numește Cimitirul Italian.
Mirakulum din Milovice este un parc de distracții pentru familii, fiind una dintre cele mai vizitate destinații turistice din regiunea Boemia Centrală.

## În cultura populară
Printre filmele turnate în Milovice se numără Viața și aventurile soldatului Ivan Cionkin (1994), Vacanță în Europa⁠(d) (2004), Escadronul de focs (2012) și Nimic nou pe frontul de vest (2022).

## Orașe înfrățite–orașe gemene
Milovice este înfrățit cu:
- Kistarcsa, Ungaria
- Vînnîkî, Ucraina
- Senec, Slovacia
- Wołów⁠(d), Polonia

## Galerie de imagini

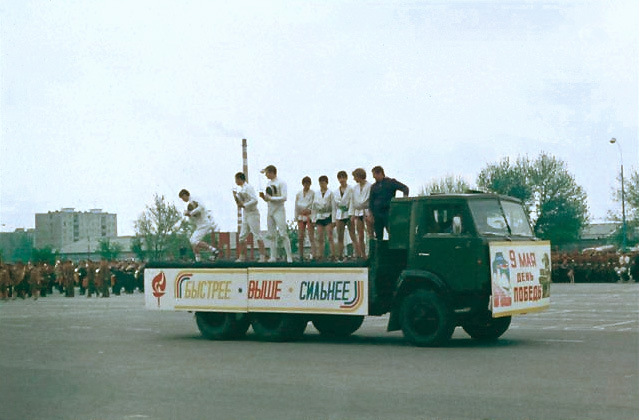
Baza sovietică în 1984
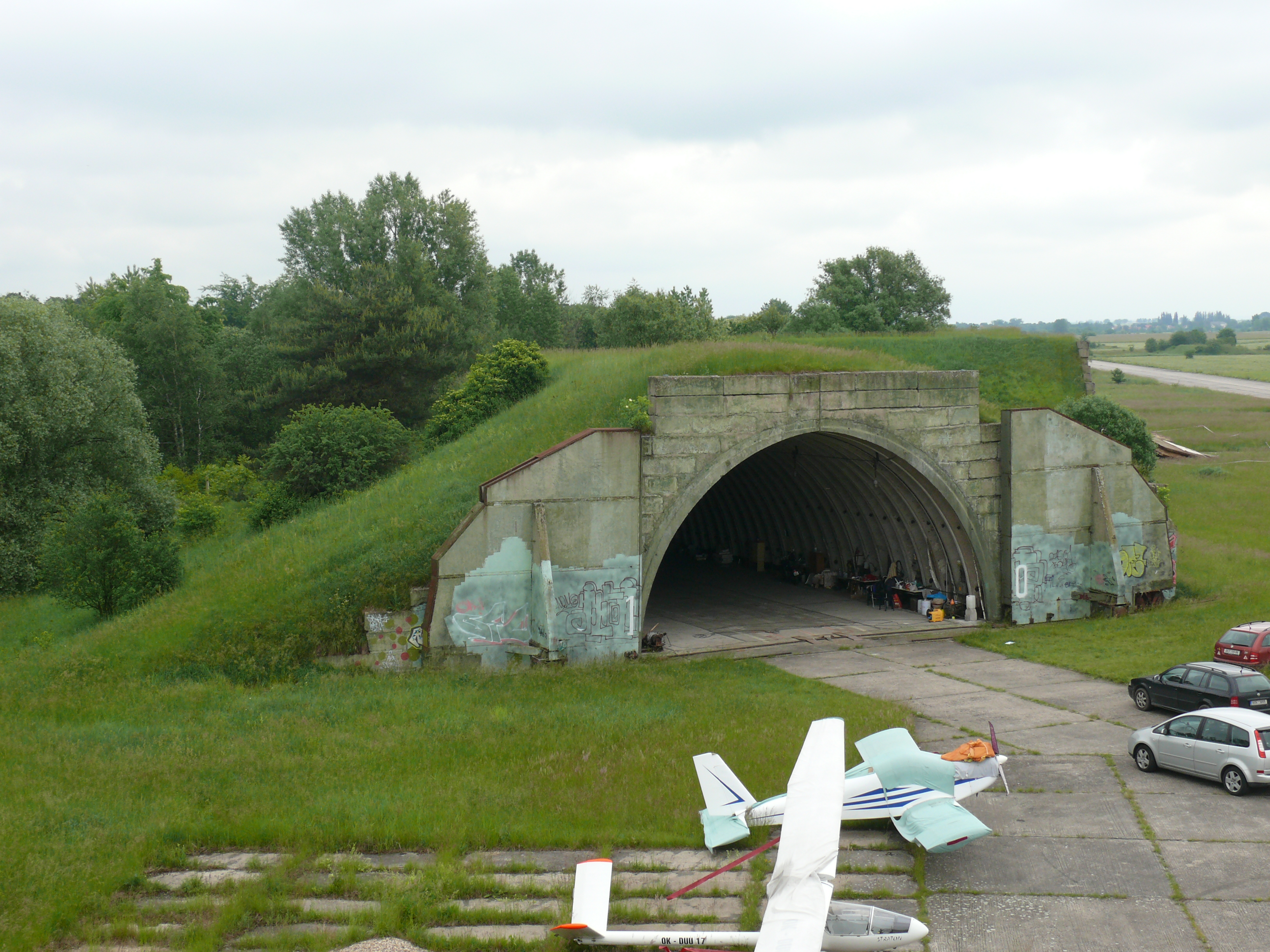
Adăpost pentru aeronave militare, acum folosit de aeronave de agrement civile
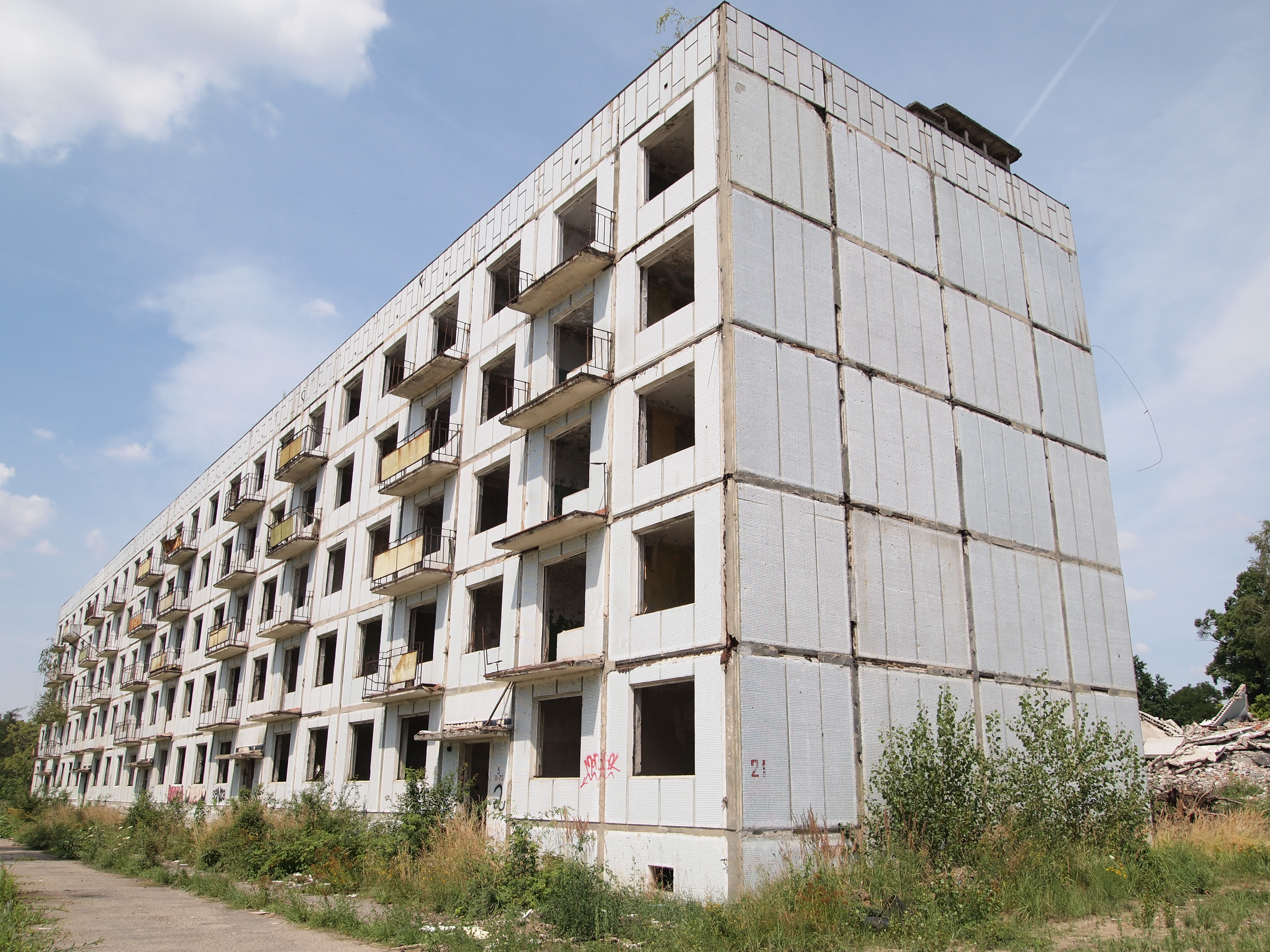
Clădire abandonată
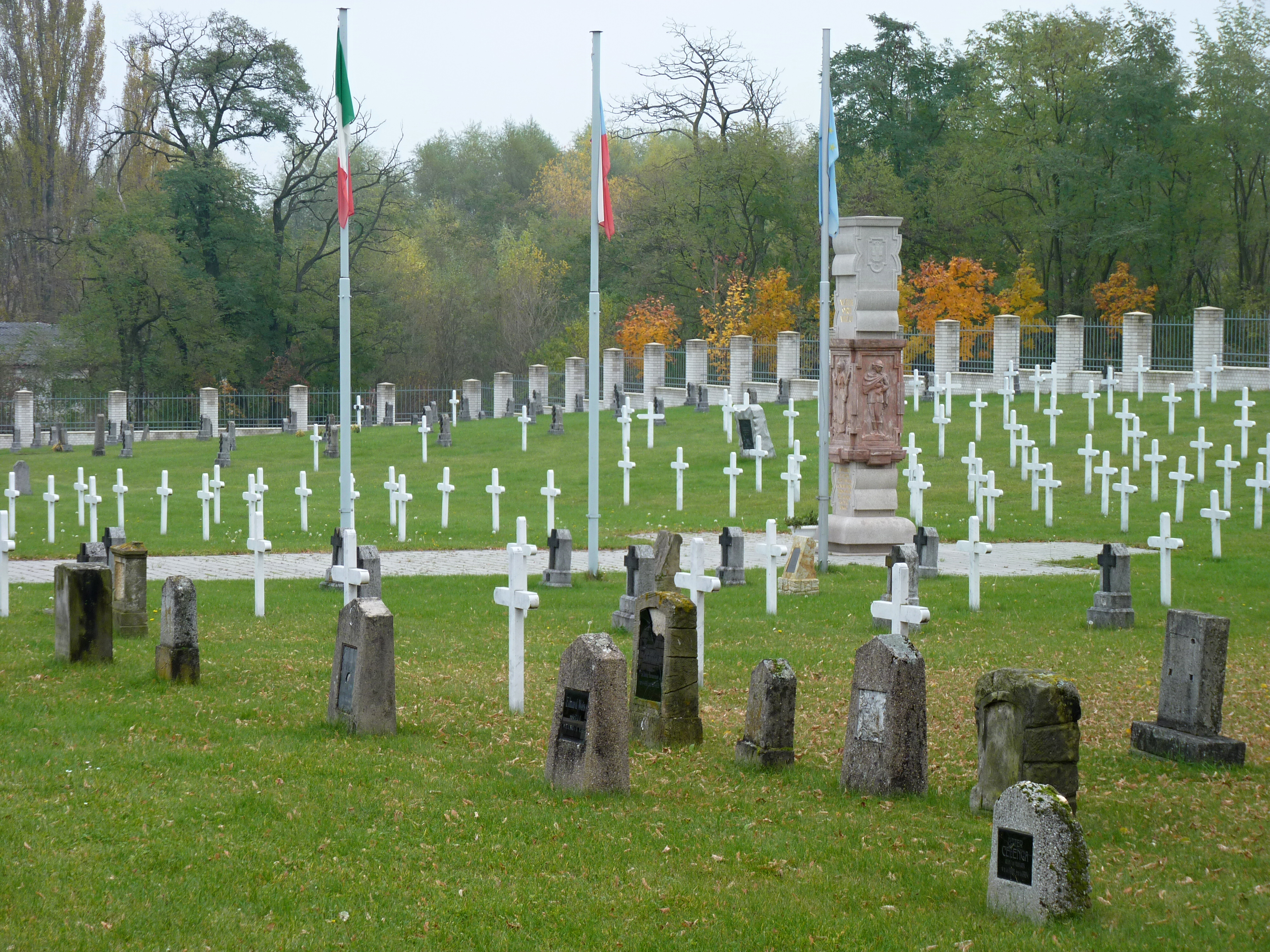
Cimitirul militar italian
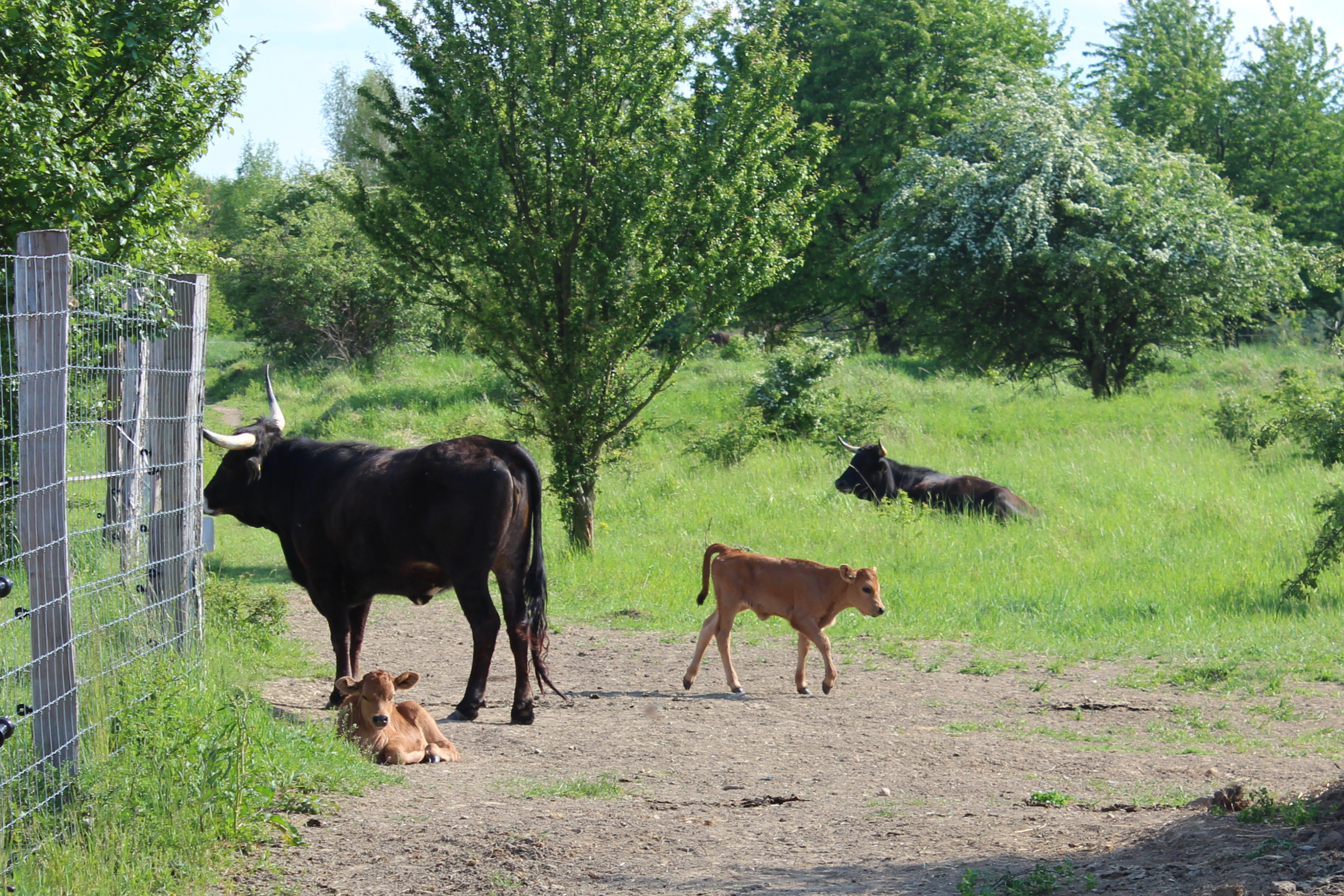
Rezervația Naturală Milovice